# Meganeura monyi
A Meganeura monyi a rovarok (Insecta) osztályának a fosszilis Protodonata rendjébe, ezen belül a Meganeuridae családjába tartozó faj.

## Tudnivalók
A Meganeura monyi egy őskori rovar volt. A karbon korban, mintegy 300 millió évvel ezelőtt élt. Nagyon hasonlított a mai szitakötőkre, és ezek közeli rokona volt. Mintegy 75  centiméteres szárnyfesztávolságával a Meganeura monyi volt a Földön valaha élt egyik legnagyobb repülő rovar; méretét csak rokona, a perm kori Meganeuropsis permiana haladta meg. Ragadozó volt, kisebb kétéltűekkel és más rovarokkal táplálkozott.
Sokáig vitatták, hogyan létezhettek ilyen nagy rovarok a karbonban (és a permben), lévén ezek mérete erősen függ a légkör oxigéntartalmától és attól, milyen gyorsan halad át a levegő a tracheákon (a hőmérséklettől). Úgy látszik, az őskori rovarok valahogy megoldották ezt a problémát. Harlé & Harlé 1911-ben úgy vélte, a Meganeura nagy teste ellenére azért repülhetett, mert az akkori légkör oxigéntartalma 35% volt (míg jelenleg csak 21%). Ezt az elméletet tudós társai elvetették, de később (Chapelle & Peck, Nature, 1999) kísérletekkel igazolták a gigantizmus és az oxigénkészlet összefüggését. Ha ez az elmélet helyes, ezek a rovarok érzékenyek voltak az oxigéntartalom csökkenésére; a mai atmoszférában bizonyára nem tudnának megélni.
A Meganeura szó „nagy erezettet” jelent, és a szárnyán lévő erek hálózatára utal.

## Lelőhelyek
Meganeura monyi maradványokat találtak a Franciaországban levő Commentry melléki Stephanian Coal Measures bányában, 1880-ban. Először 1885-ben, a francia őslénykutató, Charles Brongniart írta le ezt a fosszíliát. Egy másik jól megmaradott példányt 1979-ben találtak a Derbyshire melléki Bolsoverben. Az első példányt a párizsi Muséum National d'Histoire Naturelle-ben őrzik.